# 奥马尔·西沃里
恩里克·奥马尔·西沃里（西班牙語：Enrique Omar Sívori，1935年10月2日—2005年2月17日），阿根廷足球運動員。有“60年代的马拉多纳”之称。
1954年在阿根廷足球甲级联赛球會開始職業足球生涯，年僅19歲。由於表現出色，隨隊奪得1955年和1956年阿甲聯賽冠軍。
西沃里1957年加盟意大利足球甲级联赛球會尤文圖斯。在尤文圖斯的8年中，他出戰聯賽215場、錄得135個入球，贏得3次聯賽冠軍、3次意大利盃，1961年當選歐洲足球先生。翌年他代表意大利國家足球隊參加智利世界杯。1965年，西沃里轉投拿坡里，至1969年掛靴。
2005年2月17日，恩里克·奥马尔·西沃里在家鄉聖尼古拉斯因胰腺癌去世，享年69歲。

## 外部連結
- National Football Teams （页面存档备份，存于）